# Kjeldahlova metoda

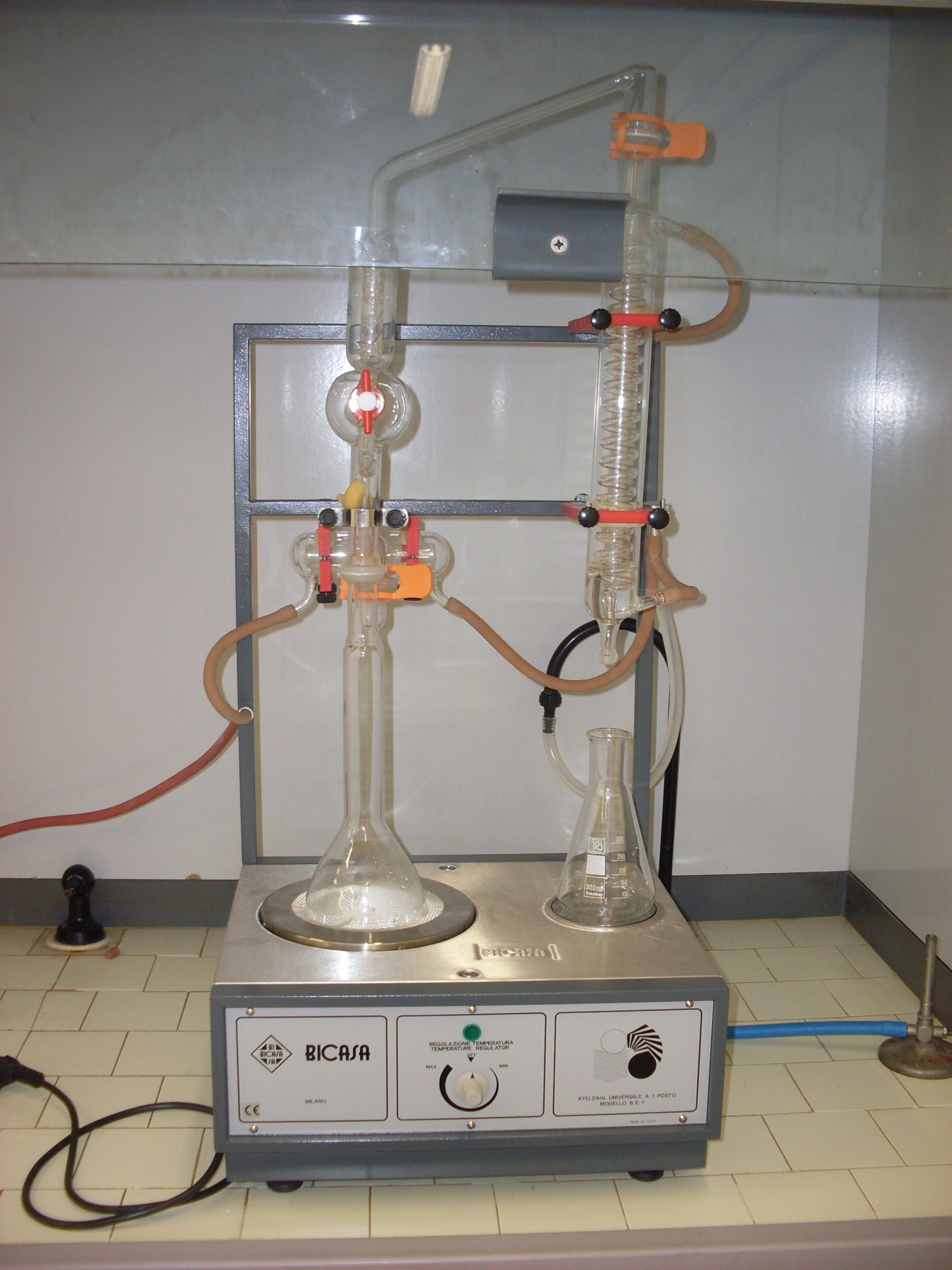
Ukázka současné aparatury pro Kjeldahlovu metodu

Kjeldahlova metoda (kjeldahlizace) je analytická metoda stanovení přítomnosti dusíku v organických látkách. Metoda se skládá ze tří kroků - mineralizace, destilace a titrace. Při mineralizaci je dusík převeden na amoniak, ten je pak destilací oddělen od ostatních složek. Množství vzniklého amoniaku se určí titrací. Využití empirického vztahu mezi množstvím dusíku a bílkovinou obsaženou v organické látce pak umožňuje zjistit obsah bílkoviny ve vzorku.
Přestože jsou moderní metody rychlejší a efektivnější, žádná se nedokáže vyrovnat s rozmanitostí a velikostí vzorků jako původní metoda Johana Kjeldahla. Zejména v oblasti potravinářské chemie je stále zavedena jako referenční standard pro stanovení obsahu bílkovin.

## Historie metody

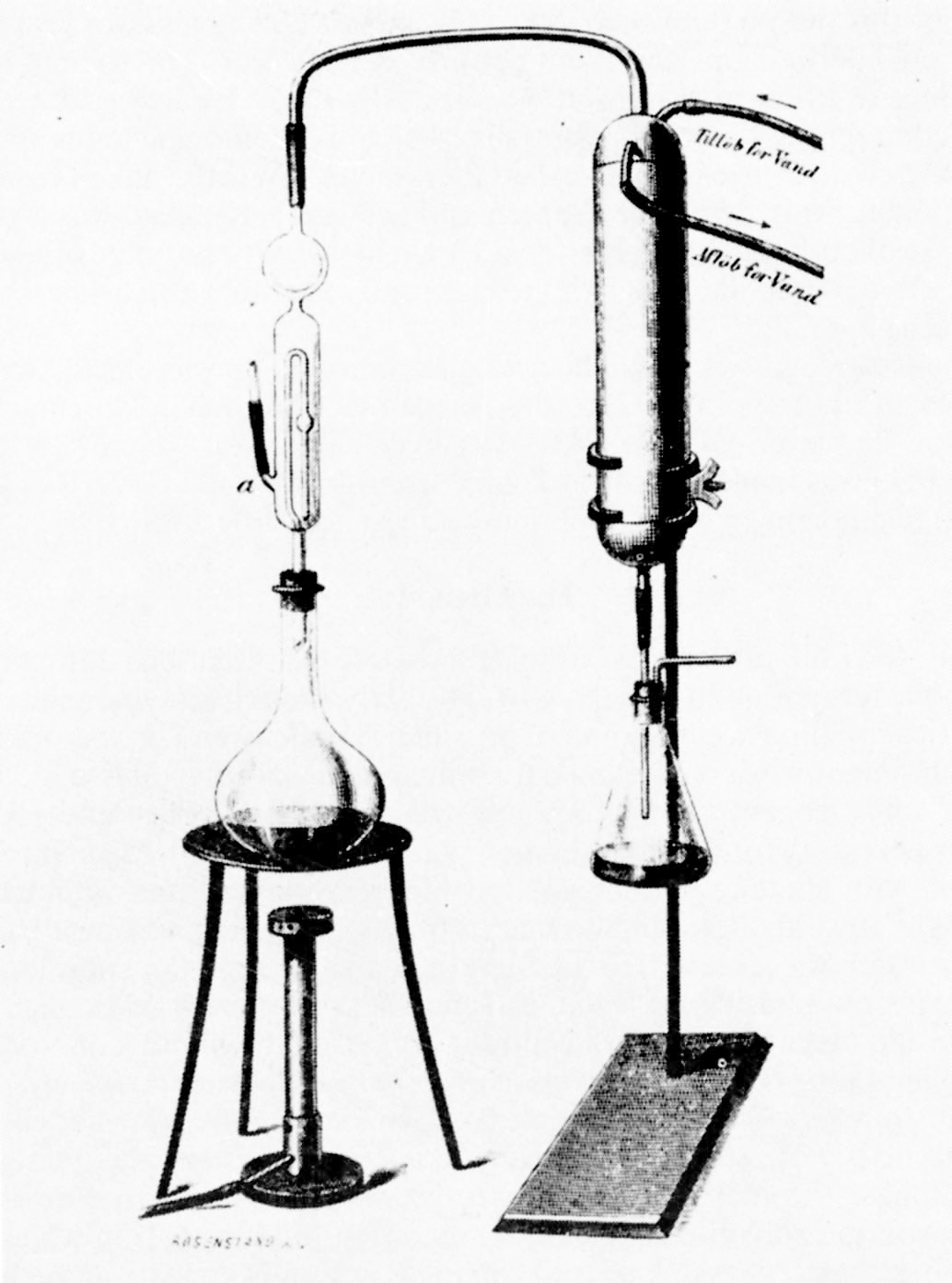
Původní Kjeldahlova aparatura

V roce 1875 nastoupil dánský chemik Johan Kjeldahl do Carlsbergské laboratoře (Carlsberg Laboratory), která byla založena a podporována pivovarem Carlsberg. Jedním z jeho úkolů bylo určit množství bílkovin v obilí používaném ve sladovnickém průmyslu, neboť méně bílkovin znamenalo více piva.
Stávající metody analytické chemie související s bílkovinami nebyly v té době přesné. Johan Kjeldahl proto vyvinul metodu pro přesné stanovení dusíku ve vzorku, která se po něm nazývá Kjeldahlova metoda. Je založená na rozkladu látky ve vroucí koncentrované kyselině sírové, neutralizaci a alkalizaci směsi, destilaci a stanovení amoniaku v destilátu pomocí titrace.
Johan Kjeldahl představil svou metodu Dánské chemické společnosti v roce 1883.

## Princip metody

### Mineralizace

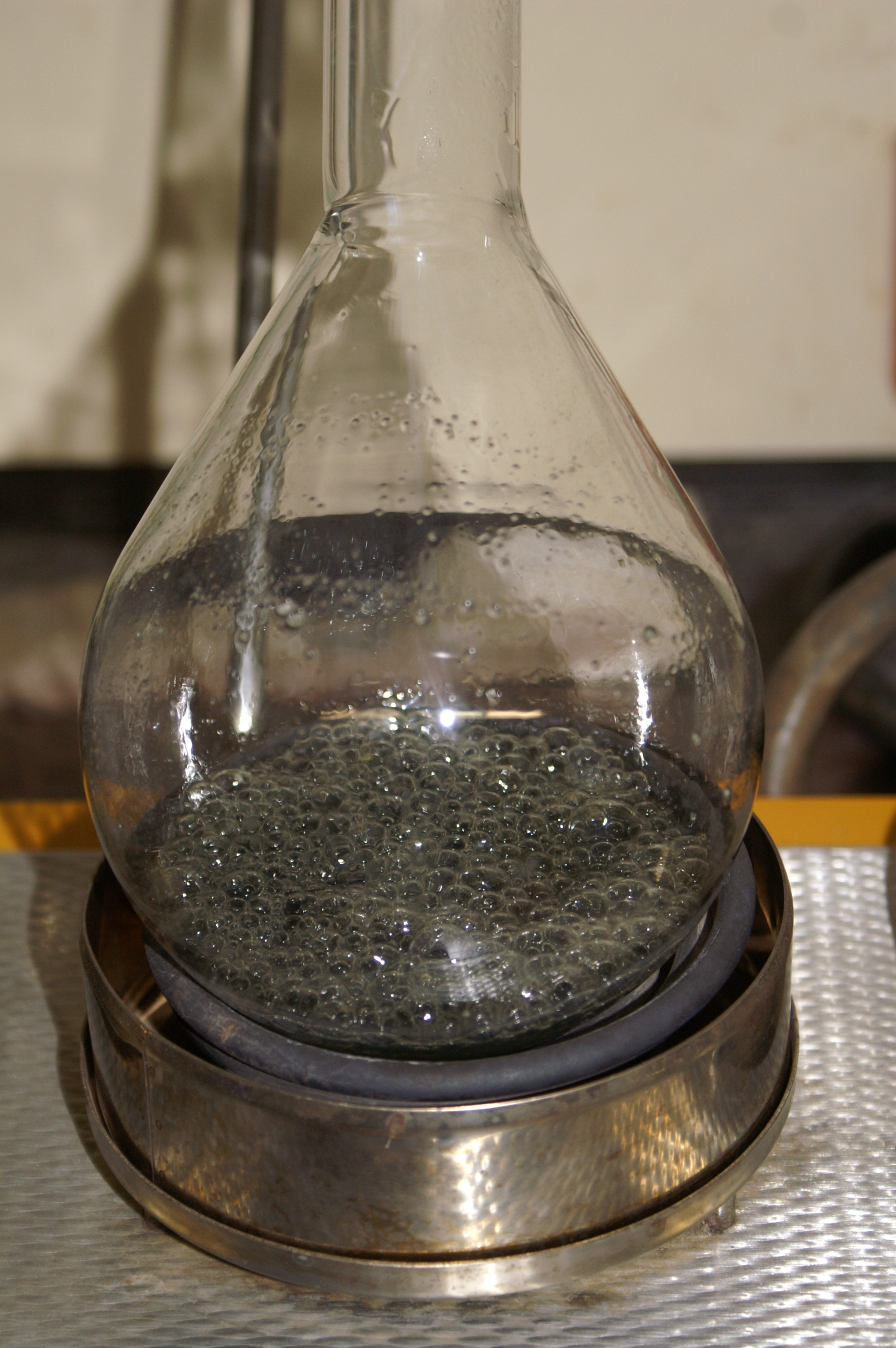
Kjeldahlova baňka se vzorkem organické látky ve vroucí kyselině sírové

Během mineralizace (kjeldahlizace) se ke vzorku analyzované látky přidá kyselina sírová + peroxid vodíku nebo kyselina chloristá, případně katalyzátor (směs síranu měďnatého, selenu a síranu draselného). Vzorek se zahřívá na pískové lázni nebo elektrické plotně na velmi vysokou teplotu (asi 400 °C). Kyselina sírová při tom mineralizuje bílkoviny (obsah černá uhlíkem z organických látek), oxidační činidla převádějí uhlík na oxid uhličitý (mineralizovaná směs se odbarví). Odbarvení obsahu a husté bílé dýmy oxidu sírového avizují konec mineralizace. Dusík přítomný ve formě různých funkčních skupin se tak pomocí kyseliny sírové převede na síran amonný.
{\displaystyle \mathrm {(CH{\color {Blue}N}O)_{\ (Probe,\ s)}{\xrightarrow {\Delta ,\ H_{2}SO_{4\ (l)}}}\ CO_{2\ (g)}+SO_{2\ (g)}+H_{2}O_{\ (g)}+({\color {Blue}N}H_{4})_{2}SO_{4\ (solv)}} }
Později byla používána i rutinní mineralizační metoda – vysrážené bílkoviny se mineralizovaly s kyselinou sírovou a vzniklý síran amonný se stanovil fotometricky při použití Nesslerova činidla (K2[HgI4] = HgI2.2KI, tetrajodortuťnatan draselný), uvolněný amoniak reagoval za katalýzy nitroprussidem sodným s fenolovým činidlem (fenolátem sodným) Berthelotovou reakcí za vzniku modrého zbarvení vhodného k fotometrii.

### Destilace
Během destilace se přidáním hydroxidu sodného do směsi převádějí amonné ionty síranu amonného na plynný amoniak. Zvýšením teploty roztoku se amoniak mění na těkavý plyn, který stoupá v páře. Páry jsou zachyceny v roztoku, jako je například kyselina chlorovodíková nebo kyselina boritá.
{\displaystyle \mathrm {({\color {Blue}N}H_{4})_{2}SO_{4\ (solv)}+2\ NaOH_{\ (aq)}\longrightarrow Na_{2}SO_{4\ (aq)}+2\ {\color {Blue}N}H_{3}+2\ H_{2}O_{\ (l)}} }

### Titrace
Amoniak zachycený v kyselině neutralizuje část kyseliny a snižuje tím pH roztoku. K roztoku kyseliny a amoniaku se proto přidává barvivo, které mění barvu při změně pH. Tento roztok se potom titruje zásadou (hydroxid sodný), dokud roztok nezmění barvu. Množství zásady potřebné k dosažení tohoto koncového bodu lze použít pro výpočet množství amoniaku v původním roztoku.

## Obsah bílkovin
Využití empirického vztahu mezi množstvím dusíku stanoveného Kjeldahlovou metodou a bílkovinou obsaženou v organické látce umožňuje kvantifikovat obsah bílkovin ve vzorku. Je třeba vzít v úvahu, že jednotlivé aminokyseliny mají různý obsah dusíku, a proto i z nich složené bílkoviny se mohou lišit obsahem dusíku. To vedlo k definici konverzního faktoru, který je obvykle 6,25. Jeho hodnota vychází ze zjištění, že bílkoviny obsahují v průměru 16 % dusíku. Konverzní faktor se pak vypočítá podle rovnice 100/16 = 6,25.
| Zvířecí původ | Faktor | Travní semena       | Faktor | Fazole a arašídy  | Faktor |
| ------------- | ------ | ------------------- | ------ | ----------------- | ------ |
| Vajíčka       | 6.25   | Ječmen              | 5.83   | Ricinový bob      | 5.30   |
| Maso          | 6.25   | Kukuřice (kukuřice) | 6.25   | Fazole jack       | 6.25   |
| Mléko         | 6.38   | Proso               | 5.83   | Fazol měsíční     | 6.25   |
|               |        | Oves                | 5.83   | Námořnická fazole | 6.25   |
|               |        | Rýže                | 5.95   | Fazole mungo      | 6.25   |
|               |        | Žito                | 5.83   | Sojový bob        | 5.71   |
|               |        | Čirok               | 6.25   | Sametové fazole   | 6.25   |
|               |        | Pšenice: Celé jádro | 5.83   | Arašídy           | 5.46   |
|               |        | Pšenice: Otruby     | 6.31   |                   |        |
|               |        | Pšenice: Endosperm  | 5.70   |                   |        |

## Využití metody
Kjeldahlova metoda je obecně zdlouhavá a vyžaduje digestoř. Je to však stále standardní metoda, podle které jsou posuzovány všechny ostatní metody. Její univerzálnost, přesnost a reprodukovatelnost z ní učinily mezinárodně uznávanou metodu pro odhad obsahu bílkovin v potravinách. Používá se také k testování půd, odpadních vod, hnojiv a dalších materiálů.
Stanovení bílkovin krevního séra Kjeldahlovou metodou je komplikovanější, neboť v krvi jsou přítomny i dusíkaté látky nebílkovinného původu. Je proto zapotřebí stanovit celkový dusík v krvi, poté vysrážet bílkoviny, například kyselinou trichloroctovou a v supernatantu (tekutina nad sedimentem) stanovit dusík. Dusík bílkovin pak bude rozdílem mezi dusíkem celkovým a nebílkovinným: dusík plazmatických bílkovin = celkový dusík (plná krev) - nebílkovinný dusík (supernatant).
Kjeldahlova metoda není použitelná pro sloučeniny obsahující dusík v nitrosloučeninách, azoskupinách a cyklický dusík (například pyridin, chinolin, isochinolin), protože dusík těchto sloučenin se za podmínek této metody nepřeměňuje na síran amonný.